# Мдик
Мдик (араб. المضيق‎, бербер.: Thaghmath) — город в Марокко, расположен в области Танжер-Тетуан.

## Географическое положение
Город расположен на берегу Средиземного моря. Центр города находится на нулевой высоте над уровнем моря.

## Демография
Население города по годам:
| 1994   | 2004   | 2012   |
| ------ | ------ | ------ |
| 21 093 | 36 596 | 54 868 |

## Транспорт
Ближайший аэропорт расположен в городе Тетуане.